# Christian Høgni Jacobsen
Christian Høgni Jacobsen (ur. 12 maja 1980 w Runavík na wyspie Eysturoy) – piłkarz pochodzący z Wysp Owczych, grający na pozycji napastnika.

## Kariera klubowa
Jacobsen pochodzi z małego miasteczka Runavík. Tam też zaczynał piłkarską karierę w klubie NSÍ Runavík. W jego barwach zadebiutował w Formuladeildin w wieku 17 lat, w 1997 roku. Był to wówczas jego jedyny występ w tamtym sezonie. W 1998 roku grał już częściej i powoli dostawał więcej szans występów w pierwszej jedenastce. Drużyna ta jednak nie osiągała większych sukcesów w lidze i najwyższe miejsce jakie Christian zajął z NSÍ to 4. miejsce w 2000 roku. Był to także zresztą jego najlepszy indywidualny występ - zdobył 9 bramek w 11 meczach i był najskuteczniejszym zawodnikiem swojego klubu.
W Runavík Jacobsen grał do lata 2001 i wtedy to, jak większość wyróżniających się piłkarzy z Wysp Owczych, wyjechał do Danii i podpisał kontrakt z pierwszoligowym Esbjerg fB. Grał tam jednak tylko w rundzie jesiennej (3 mecze ligowe) i wiosną był już piłkarzem Vejle BK. Vejle zajęło jednak ostatnie miejsce w lidze (Jacobsen na wiosnę rozegrał 10 meczów i nie zdobył gola) i spadło do drugiej ligi. Christian powrócił więc na wyspy do swojego pierwotnego klubu, NSÍ, i grał tam przez pół roku. Na sezon 2002/2003 powrócił jednak do Vejle, które potrzebowało napastnika. Jednak wydawało się, że drugie podejście do tej drużyny także było dla Jacobsena nieudane i zdobył on tylko 1 bramkę (na 21 występów) w 2. lidze. Pierwsza runda sezonu 2003/2004 była jednak bardziej udana i na drugim froncie Christian 8-krotnie zdobywał bramki, ale mimo to po raz drugi wrócił do NSÍ.
W 2005 roku NSÍ o mało co nie wywalczyło wicemistrzostwa Wysp Owczych, miało taką samą liczbę punktów co druga Skála ÍF i trzecie HB Tórshavn, jednak gorszy bilans spotkań pomiędzy tymi drużynami spowodował, że drużyna Jacobsena zajęła ostatecznie 4. pozycję. Jacobsen dwukrotnie zdobył wtedy tytuł króla strzelców Wysp Owczych w roku 2005 i 2006 zdobywając po 18 bramek w każdym. W sezonie 2007 Christian stał się na pewien czas zawodnikiem stołecznego klubu rodzinnego archipelagu HB Tórshavn, gdzie po siedmiu meczach i zdobytych pięciu bramkach znów wrócił, jeszcze w tym samym sezonie do NSÍ Runavík by do ostatniej kolejki zagrać tam 9 razy i zdobyć pięć bramek.

## Kariera reprezentacyjna
W reprezentacji Wysp Owczych Christian Høgni Jacobsen zadebiutował 31 stycznia 2001 w zremisowanym 0:0 meczu z reprezentacją Szwecji w Pucharze Nordyckim. Swoją pierwszą bramkę w kadrze zdobył 24 marca 2001 w wygranym meczu z Luksemburgiem 2-0, drugą zaś w towarzyskim spotkaniu z Liechtensteinem wygranym 3-1. Jacobsen jak dotąd rozegrał 40 meczów i zdobył 2 bramki w reprezentacji swego kraju.